# Martin Zindal
Martin Zindal († nach 10. Mai 1356) war Domherr und 1334–1337 Elekt von Ermland.

## Leben
Martin stammte vermutlich aus Zindal in Schlesien. Über seinen Werdegang ist nur bekannt, dass er über einen Magisterabschluss verfügte und am 27. März 1329 als Propst des Stiftes Wenden von Papst Johannes XXII. eine Pfründe in Breslau erhielt. Seit Anfang 1330 ist er als Domherr von Ermland belegt. Im März d. J. wurde er vom Klerus von Kulm und Pommerellen beauftragt, beim päpstlichen Kollektor Peter von Auvergne in Krakau einen Aufschub für die Zahlung des Peterspfennigs zu erwirken. 1338 und 1339 reiste er im Auftrag des Hochmeisters des Deutschen Ordens, Dietrich von Altenburg, nach Warschau und Wien, wo er wegen der Auseinandersetzungen zwischen dem Deutschen Orden und Polen verhandeln sollte.
Auf Drängen des Deutschen Ordens wurde Martin Zindal nach dem Tod des Ermländer Bischofs Heinrich II. Wogenap 1334 vom Domkapitel zu dessen Nachfolger gewählt. Allerdings verweigerte ihm der Rigaer Bischof Friedrich von Pernstein, zu dessen Kirchenprovinz Ermland gehörte, die Bestätigung. Daraufhin drängte ihn Papst Benedikt XII. zur Resignation und verlieh Ermland 1337 an Hermann von Prag.
Von 1334 bis 1350 war Martin Zindal Pfarrer von Elbing. Im Auftrag des Hochmeisters Ludolf König von Wattzau begleitete er 1342 den Ordens-Generalprokurator zum päpstlichen Hof nach Avignon. Letztmals erwähnt wurde er am 10. Mai 1356 als Domherr von Ermland. Daten über seinen Tod und seinen Bestattungsort sind nicht bekannt.